# Vidin Apostolov
Vidin Apostolov (bulgare : Bидин Апостолов), né le 17 octobre 1941 à Novi Iskar en Bulgarie et mort le 13 novembre 2020 à Plovdiv, est un joueur de football international bulgare qui évoluait au poste de défenseur.

## Biographie

### Carrière en club
Avec le club du Botev Plovdiv, il remporte un championnat de Bulgarie et une Coupe de Bulgarie. Avec cette même équipe, il joue deux matchs en Coupe d'Europe des clubs champions lors de la saison 1967-1968.

### Carrière en sélection
Avec l'équipe de Bulgarie, il joue 22 matchs et inscrit 3 buts entre 1962 et 1974. Il reçoit sa première sélection en équipe nationale le 30 novembre 1962, lors d'un match amical contre la Pologne. Au cours de cette rencontre, il inscrit son premier but en sélection. 
Il inscrit son deuxième but le 23 février 1965, en amical contre la Grèce, et son troisième le 24 juin 1967, à nouveau contre la Pologne. Au cours de sa carrière internationale il porte à trois reprises le brassard de capitaine de la sélection bulgare (deux fois en 1968 et une dernière fois en 1974).
Il figure dans le groupe des sélectionnés lors de la Coupe du monde de 1966. Lors du mondial organisé en Angleterre, il ne joue aucun match. Il dispute toutefois trois matchs comptant pour les tours préliminaires de cette compétition.

## Palmarès
Botev Plovdiv
- Championnat de Bulgarie (1) :
  - Champion : 1966-67.

- Coupe de Bulgarie (1) :
  - Vainqueur : 1962.
  - Finaliste : 1963 et 1964.